# Коморув (Прушковський повіт)
Коморув (пол. Komorów) — село в Польщі, у гміні Міхаловіце Прушковського повіту Мазовецького воєводства.
Населення — 4570 осіб (2011).

## Демографія
Демографічна структура станом на 31 березня 2011 року:
|          | Загалом | Допрацездатний вік | Працездатний вік | Постпрацездатний вік |
| -------- | ------- | ------------------ | ---------------- | -------------------- |
| Чоловіки | 2137    | 465                | 1391             | 281                  |
| Жінки    | 2433    | 441                | 1423             | 569                  |
| Разом    | 4570    | 906                | 2814             | 850                  |